# サウンドガーデン (音響効果)
サウンドガーデンは2005年に楽音舎から独立した音響効果会社である、 2010年12月に活動を停止している。

## 主な元所属スタッフ
- 浦畑将(元代表)

### 主な担当作品
- ああっ女神さまっ（TBS）
- スパイダーライダーズ 〜オラクルの勇者たち〜 (TX)
- エレメントハンター (NHK)
- エル・カザド (TX)
- バッカーノ!
- デュラララ!!（MBS-JNN）
- 破天荒遊戯
- 無限の住人（TX）
- D.Gray-man（TX）
- 夏目友人帳（TX）
- Phantom 〜Requiem for the Phantom〜（TX）
- 魔弾戦記リュウケンドー（TX）
- グロズカ
- ナイチンゲーロ
- スピードマスター
- 実写版 ピューと吹く!ジャガー
- トミカヒーロー レスキューフォース（TVA-TXN）
- ネコナデ
- 秘密結社 鷹の爪 THE MOVIE〜総統は二度死ぬ
- 秘密結社 鷹の爪 THE MOVIE2〜私を愛した黒烏龍茶
- 秘密結社 鷹の爪 THE MOVIE3〜http://鷹の爪.jpは永遠に
- 劇場版 菅井君と家族石
- ピューと吹く!ジャガー〜いま、吹きにゆきます〜

## 元所属スタッフ
- 森川永子
- 小山恭正
- 野崎博樹
- 斎藤みち代